# Formă de sonată
Forma de sonată (mișcare în formă de sonată sau allegro de sonată) se referă la o modalitate particulară de organizare a materialului muzical în interiorul unei părți componente (de obicei, dar nu în mod exclusiv, prima mișcare) a unei sonate, unei simfonii, concert, cvartet sau altă piesă de muzică de cameră. Această formă a fost dezvoltată mai ales de compozitorii de tradiție germanică în a doua jumătate a secolului al XVIII-lea, având originea în unele forme caracteristice pentru epoca barocă. 
"Forma de sonată" nu trebuie confundată cu termenul de "sonată", așa cum era folosit în cursul acestei ultime perioade, prin care se înțelegea o compoziție destinată execuției de către un instrument muzical, spre deosebire de "cantată", piesă vocală. 
Cu atât mai mult, nu trebuie confundată cu genul muzical "sonată", care desenează în mod obișnuit o piesă în mai multe mișcări destinată unui instrument muzical, cum ar fi pianul, sau unui alt instrument melodic acompaniat de pian.

## Descrierea tradițională
Elaborarea formei de sonată în modelul formal actual a fost realizată în prima jumătate a secolului al XIX-lea pe baza experienței din secolul precedent, pornind de la compozițiile din perioada de maturitate ale lui Joseph Haydn, de către reprezentanții principali ai clasicismului vienez, în primul rând de către Wolfgang Amadeus Mozart și Ludwig van Beethoven. Din punct de vedere teoretic, termenul a fost dezvoltat și prelucrat în lucrările lui Adolph Bernard Marx (Die Lehre der musikalischen Komposition, 1845), căruia i se datoreaza și denumirea (în germană: "Sonatensatzform"), și mai ales de către Carl Czerny (Vollständige theoretisch-practische Pianoforte-Schule, 1839). Scopul codificării teoretice tradiționale nu era atât de natură descriptivă, ci mai mult prescriptivă, ea trebuia să servească ca model pentru crearea unor noi opere și nu ca instrument analitic.

## Structura
Forma de sonată are o structură bitematică tripartită. Cele trei părți fundamentale sunt: 1. Expoziția (cu două grupe tematice: structură "bitematică"), uneori precedată de o Introducere; 2. Dezvoltarea și 3. Repriza sau Reexpoziția, uneori urmată de o Coda. Schema acestei structuri, incluzând subdiviziuni ulterioare, întâlnită de obiceiu în prima mișcare a unei compoziții mai ample (simfonie, sonată, concert etc.), se prezintă după cum urmează:
| Introducere (eventual) | |  |
| Expoziție              | - Primul grup tematic - Tranziție ("punte") modulantă - Al doilea grup tematic - Codetta                                       |  |
| Dezvoltare             | - Dezvoltarea propriu zisă - Revenire (retranziție) la tonalitatea principală                                                  |  |
| Repriza (Reexpoziția)  | - Primul grup tematic - Tranziție ("punte") modulantă (modificată) - Al doilea grup tematic (modificat) - Codetta (modificată) |  |
| Coda (eventual)        | |  |

### Introducerea
Introducerea este facultativă sau poate fi redusă la minimum. Când este prezentă, are un tempo mai lent decât secțiunea principală, pe care o anunță atât în sens ritmic, cât și armonic. Introducerea accentuează efectul expoziției care îi urmează și permite compozitorului să atace cu mai multă ușurință tema principală, ca, de exemplu, în simfonia nr. 103 de Haydn. În sonata pentru pian nr. 26 (Les adieux) de Beethoven, întreaga primă mișcare este construită pe trei note, sol-fa-mi bemol, prezente deja în primele trei acorduri ale introducerii. Ocazional, materialul din introducere reapare mai târziu în tempo-ul său originar, mai ales în coda finală, ca în cvintetul de coarde de Mozart (KV 593) sau în sonata pentru pian nr. 8 ("Patetica") de Beethoven.

### Expoziția
În expoziție se prezintă materialul tematic principal și se stabilește o tensiune armonică care își regăsește în secțiunile succesive elaborarea adecvată. La rândul ei, expoziția are patru subdiviziuni:
- Primul grup tematic (sau prima temă, tema A), care constă în unul sau mai multe elemente melodice, prin care se definește tonalitatea dominantă (principală).
- Tranziția sau Puntea modulantă, care are ca scop să facă trecerea dela tonalitatea principală la aceea contrastantă din al doilea grup tematic.
- Al doilea grup tematic (sau tema secundă, tema B), care constă în unul sau mai multe elemente melodice într-o tonalitate contrastantă în raport cu prima temă.
- Codetta, prin care expoziția se termină în tonalitatea temei secunde.

Definirea tonalității dominante în interiorul primului grup tematic reprezintă o prioritate pentru stilul perioadei clasice, dar nu se exclud unele modulații, cu condiția de a nu compromite stabilitatea temei principale. În schema tradițională, al doilea grup tematic este mai redus, în așa fel încât se ajunge la caracteristica "bitematică". O excepție de la această formă standard este dată de absența unei teme secunde ("expoziție monotematică") în acele compoziții în care se subliniează apariția unei tonalități contrastante, într-o versione nouă a primei teme.

### Dezvoltarea
Dezvoltarea are o funcție diversă de aceea a unei simple secțiuni de contrast în formă A-B-A și, prin aceasta, îndeplinește două sarcini distincte:
- Prima ("dezvoltarea" propriu zisă) este aceea de a intensifica tensiunea introdusă de Expoziție.
- În al doilea rând are sarcina de Retranziție (Revenire) la tonalitatea principală în scopul pregătirii Reprizei.

Introducerea unei noi teme la începutul dezvoltării este folosită de Mozart (Sonata KV 332), în timp ce Beethoven folosește motivele "codettei" din expoziție (Sonata op. 2, nr. 3).
Elementul cel mai relevant îl constituie totuși dezvoltarea tematică, adică utilizarea materialului melodic provenit din expoziție, elaborat în asemenea mod pentru a obține efectul de creștere coerentă și organică a compoziției și de intensificare a procesului dramatic (specific compozițiilor lui Beethoven). Tehnicile folosite pentru generarea acestor efecte sunt multiple, în general se utlizează creșterea numărului și distanței modulațiilor, cu o creștere consecutivă a ritmului armonic, contrastele dinamice frecvente și modificările texturei ritmice. Alt mijloc utilizat este acela al așa zisei false reprize (adică o reluare precoce a temei principale). 
Durata totală a dezvoltării precum și alegerea momentului în care se inițiază retranziția nu sunt subiecte ale unor regului stricte, și variază de la o compoziție la alta a aceluiași compozitor.

### Repriza (reexpoziția)
Scopul Reprizei este acela de a neutraliza instabilitatea compoziției introdusă în Expoziție (prin folosirea unei tonalități contrastante) și accentuată în Dezvoltare. Ea nu constituie deci o simplă repetiție a materialului din Expoziție, ci o readaptare, uneori complexă, a acestui material, cu scopul de crea stabilitatea necesară încheierii partii. Modificările următoare sunt considerate în general necesare:
- Primul grup tematic (tema A) fără modificări esențiale.
- Puntea modulantă se modifică pentru a se evita deplasarea în tonalitatea de contrast.
- Al doilea grup tematic (tema B) și "Codetta" se modifică pentru a fi reexpuse în tonalitatea principală, uneori cu transformarea din major în minor sau vice versa.

Uneori, imediat după începutul reprizei, se introduce o dezvoltare secundară, ca stadiu intermediar între tensiunea dezvoltării precedente și faza actuală de rezoluție (Beethoven: Sonata pentru pian nr. 21 "Waldstein", Simfonia a 3-a "Eroica").

### Coda
După cadența finală a reprizei, mișcarea se continuă eventual cu o Coda, care poate conține materiale din cursul mișcării respective. Coda, când este prezentă, se încheie în tonalitatea principală a mișcării. Exemple cu o Coda foarte elaborată sunt date în unele din compzițiile lui Beethoven, ca prima parte din Sonata pentru pian Nr. 23 ("Appassionata") sau partea a treia din Sonata Nr. 14 ("Clar de lună") și Sonata Nr. 17 (Furtuna").

## Variațiuni de la schema standard
- Expoziții monotematice.
- Modularea tonalității din tema secundară diferită de cea dominantă.
- Expoziție cu mai mult de două tonalități (Prima mișcare din Cvartetul în re minor "Fata și Moartea" de Franz Schubert are trei teme separate în tonalități diferite).
- Modulații tematice înăuntrul primului grup tematic.